# Ester
Ester es un nombre femenino de origen hebreo, que a su vez parece provenir de la palabra meda que significa «mirto», o bien de la palabra acadia que significa «estrella», o de la diosa babilónica Ishtar. En algunos casos se añade la “h” intercalada en el nombre.

## Variantes
| Variantes en otros idiomas | Variantes en otros idiomas |
| -------------------------- | -------------------------- |
| Español                    | Ester, Esther              |
| Alemán                     | Esther                     |
| Catalán                    | Ester, Esther              |
| Euskera                    | Izar                       |
| Francés                    | Esther                     |
| Hebreo                     | אֶסְתֵּר (Esther)              |
| Húngaro                    | Eszter                     |
| Griego                     | Εσθήρ (Escir)              |
| Inglés                     | Esther, Hester             |
| Italiano                   | Ester                      |
| Neerlandés                 | Esther                     |
| Noruego                    | Estér                      |
| Polaco                     | Estera                     |
| Portugués                  | Ester                      |
| Rumano                     | Estera                     |
| Ruso                       | Eсфир (Esfir)              |
| Coreano                    | 에스더 (Eseudeo)           |